# 가부주

가부주

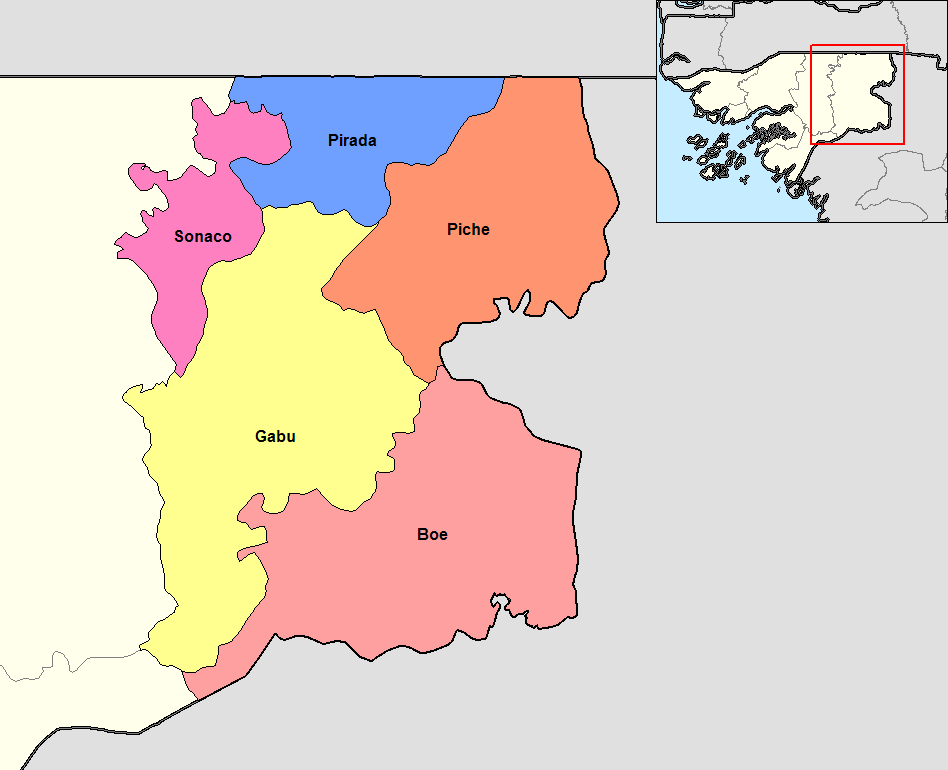
가부주의 하위 구역

가부주(포르투갈어: Gabú)는 기니비사우 최동단에 위치한 주로, 주도는 가부이며 면적은 9,150km2, 인구는 178,318명(2004년 기준)이다. 북쪽으로는 세네갈, 동쪽과 남쪽으로는 기니와 국경을 맞대고 있으며 동쪽으로는 톰발리주, 바파타주와 인접해 있다. 기니비사우에서 면적이 가장 큰 주이며 5개의 하위 행정 구역(보에, 가부, 피셰, 피라다, 소나쿠)을 관할한다.

## 같이 보기
- 기니비사우의 행정 구역